# سلیمان بن گبیرول

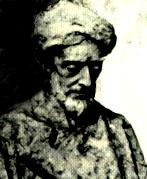

ابو ایوب سلیمان بن یحیی بن جبیرول (به عبری: שלמה בן יהודה אבן גבירול) شاعر عبری‌زبان، نویسنده و فیلسوف اسپانیایی و از بزرگان فلسفه یهودی که در سال ۱۰۲۱ میلادی در مالاگا به دنیا آمد و در سن ۳۶ یا ۳۷ سالگی در والنسیا درگذشت.
او از فلاسفه مهم یهودی اسپانیا به شمار می‌رود و اشعاری هم از او باقی‌مانده است. کار اصلی او «چشمه زندگی» است که تأثیر زیادی در علمای دوره واسکولاتیسیسم گذاشته است. وی آیین یهود را با تعالیم ارسطو و فلسفه نو افلاطونیان درهم آمیخت و مانند افلاطون اعتقاد داشت علم نوعی یادآوری بیش نیست و آنچه در دنیا وجود دارد دارای «صور» و «مثل» است.